# Sunčeva fotonaponska elektrana Montalto di Castro
Sunčeva fotonaponska elektrana Montalto di Castro je trenutno osma po veličini sunčeva fotonaponska elektrana u svijetu, s instaliranom snagom od 72 MW izmjenične električne energije (84 MW istosmjerne električne energije). Projekt je završen u nekoliko koraka, pa je tako prvih 20 MW završeno u studenom 2009., drugih 8 MW je završeno početkom 2010., dok je treća i četvta faza, koje imaju zajedno 44 MW završena u prosincu 2010.
Sunčeva fotonaponska elektrana Montalto di Castro se nalazi u pokrajini Viterbo, u regiji Lacij, u blizini Rima, glavnog grada Italije.